# Bacchus (opera)
Bacchus è un'opera in quattro atti di Jules Massenet su libretto francese di Catulle Mendès basato sulla mitologia greca. Fu eseguita per la prima volta al Palais Garnier di Parigi il 5 maggio 1909.

## Storia
La storia si basa sulla mitologia che circonda Bacco (Bacchus) e Arianna (Ariane). Gli dei, tra cui il semidio Bacco, appaiono in forma umana nell'antica India per tentare di persuadere il popolo ad allontanarsi dalla pervasiva influenza buddista. Arianna li ha seguiti, convinta che Bacco sia in realtà Teseo, il suo amore non corrisposto. Alla fine, Arianna si sacrifica per salvare l'umanità e, così facendo, Bacco diventa un Dio.
Sebbene non sia un vero sequel, perché Arianna muore in entrambe le opere, Bacchus è compagna dell'opera precedente di Massenet, Ariane. Delle venticinque opere di Massenet, Bacchus è probabilmente la meno conosciuta, senza una storia di rappresentazioni moderne e nemmeno una singola registrazione moderna di un estratto.
La storia di quest'opera è anche legata a quella di Ariadne auf Naxos di Richard Strauss.

## Ruoli
| Ruolo | Registro voce | Cast della prima: 5 maggio 1909 Direttore: Henri Rabaud |
| --- | ------------- | ------------------------------------------------------- |
| Bacchus | tenore        | Lucien Muratore                                         |
| Ariane | soprano       | Lucienne Bréval                                         |
| Queen Amahelli                                                                                                | mezzosoprano  | Lucy Arbell                                             |
| Révérend Ramavacon                                                                                            | basso         | André Gresse                                            |
| Kéléyi | soprano       | Antoinette Laute-Brun                                   |
| Silène | baritono      | Marcelin Duclos                                         |
| Mahouda | baritono      | Triadou                                                 |
| Pourna | tenore        | Nansen                                                  |
| Ananda | baritono      | Cerdan                                                  |
| Manthra, un mimo                                                                                              | silenzioso    | Blanche Kerval                                          |
| Clotho | ruolo parlato | Brille                                                  |
| Perséphone | ruolo parlato | Renée Parny                                             |
| Andéros | ruolo parlato | de Max                                                  |
| Coro: seguaci di Perséphone, monache, monaci, guerrieri, sacerdoti, bassaridi, fauni, baccanti, voci celesti. |               |                                                         |